# 가사리정
가사리정(일본어: 笠利町)은 일본 가고시마현 아마미오시마 북동부에 있던 정으로 오시마군에 속했다. 
2006년 3월 20일, 나제시 및 스미요촌과 합병해 아마미시가 되어, 아마미의 지역자치구가 되었다.

## 역사
- 1908년 4월 1일 - 도서정촌제 시행에 의해  오시마군 가사리촌이 성립하였다.
- 1946년 2월 28일 - 류큐열도 미국 국민정부의 통치하에 놓여졌다.
- 1953년 12월 25일 - 아마미오시마의 일본 반환으로 다시 일본국에 속하게 되었다.
- 1961년 1월 1일 - 정으로 승격해 가사리정이 되었다.
- 2006년 3월 20일 - 나제시, 스미요촌과 합병해 아마미시가 되어, 아마미의 지역 자치구 가사리정이 되었다. (설치 기간은 2016년 3월 31일까지)

## 교통

### 공항
- 아마미 공항

### 도로
- 국도 58호선

## 참고 문헌
- 角川日本地名大辞典編纂委員会,『角川日本地名大辞典 鹿児島県』1983, 角川書店